# Heteropoma fulva
Heteropoma fulva là một loài ốc có mài nhỏ sống ở đầm ngập mặn là động vật thân mềm chân bụng, trong họ Assimineidae. Đây là loài đặc hữu của Guam.